# Râul Valea Teiului, Drincea
Râul Valea Teiului este un curs de apă, afluent al râului Drincea. 